# Giovanni Carlo Tramontano af Matera
Hans Excellence Giovanni Carlo baron Tramontano af Sorrento og greve af Matera (født i 1451 som Hans Nåde Giovanni Carlo baron Tramontano af Sorrento, død i 1514) var en italiensk adelsmand af uradelsslægten Tramontano.
Baronen af Sorrento blev ofte kaldt "Giancarlo" eller "Gian Carlo" – en sammentrækning af hans to fornavne Giovanni Carlo.

## Greve af Matera
Baron Giovanni Carlo Tramontano af Sorrento blev den 1. oktober 1497 tildelt byen Matera i den syditalienske region Basilicata som sit grevskab af  kongen i Napoli, Ferdinand II af Aragonien.
Giancarlo baron Tramontano fik titlen og prædikatet Hans Excellence Greven af Matera og opførte den kendte middelalderborg Castello Tramontano ("Slot Tramontano").

## På visit i Napoli
Efter ni år som hersker i Matera var greven i 1506 tæt på at miste sin magt. Kong Ferdinand II meddelte nemlig den 19. oktober 1506, at han agtede at fratage flere af kongerigets grever og baroner deres grevskaber og baronier for at give dem til spanske adelsmænd.
I håb om ikke at få frataget sit grevskab drog grev Giovanni Carlo med sin hustru grevinde Elisabetta Restigliano til hoffet i Napoli, hvor grevinden – for at formilde kongen – overrakte Dronning Germaine en guldhalskæde med 25 kostbare perler til en værdi af 700 dukater.
Besøget resulterede i, at kongen gav Grev Gian Carlo Tramontano af Matera lov til at beholde sit grevskab.

## Folket gør oprør
Adelsstanden og folket i Matera så greven som en meget arrogant tyran og nådeløs hersker, især fordi han beskattede sine undersåtter hårdt for selv at kunne leve i rigdom. Desuden indførte han en lang række regler og love, der begrænsede folkets frihed i dagligdagen.
Den 28. december 1514 meddelte greven af Matera, at byens adelsstand og folket  skulle betale greven et engangsbeløb på 24.000 dukater, som skulle bruges til at dække grevens store gæld.
Det blev for meget for befolkningen. Næste aften (29. december 1514) var  Giancarlo og Elisabetta gået til messe i byens kirke. Da de trådte ud af kirken, blev greven overfaldet af oprørske mænd, der først afklædte ham og derpå tæskede den nøgne greve til døde for at efterlade ham midt på vejen i en blodpøl. Grevinden blev skånet og fik lov at flygte.
Efter drabet ringede kirkeklokkerne uafbrudt for at markere grevens død og hele byen festede.
Kongen i Napoli så mordet på grev Gian Carlo som politisk og som et forsøg på at ramme tronen, hvorfor han sendte en kommissær til Matera for at opklare forbrydelsen. Fire uskyldige mænd blev hængt, men de skyldige blev aldrig fundet.